# Techno industrielle
La techno industrielle est genre dérivé de la techno et de l'industrial dance music ayant émergé dans les années 1990. Il se caractérise par des sons et de l'esthétique sombres et bruyants inspirés des premiers groupes de musique industrielle, en particulier Cabaret Voltaire et Throbbing Gristle,. Le label américain de musique industrielle Wax Trax ! a également exercé une profonde influence sur le développement du genre.

## Histoire
Parmi les premiers projets musicaux du genre figure le groupe Final Cut, formé par Jeff Mills et Anthony Srock à la fin des années 1980,. Leur premier album de musique industrielle et techno Deep into the Cut, sorti en 1989, est décrit par The Wire comme « un moment important dans la convergence de l'esthétique industrielle classique et du son émergent de la techno de Détroit. »
Le genre connait une résurgence dans les années 2010,, sous l'impulsion d'artistes tels qu'Adam X, Orphx et Ancient Methods, et d'autres plus récents comme Blawan et Karenn. Parmi les autres artistes associés à la techno industrielle, citons Cut Hands, Helena Hauff, Forward Strategy Group, Surgeon, Michael Forshaw, Jeff Mills, Regis, Dominick Fernow et Mike Banks. Le label Perc Trax est crédité du renouveau du genre au Royaume-Uni, avec des artistes tels que Perc, Truss, Hppa et Ansome. Certains artistes du renouveau sont par la suite critiqués pour avoir fait de la nouvelle musique dans le genre qui « sonne vieux, qui est trop redevable à un son inventé et éteint dans les années '90 », mais malgré cela, l'innovation dérivée de la scène post-dubstep et garage est soulignée. En conséquence, le genre a gagné une base de fans significative dans le public post-dubstep.